# Arcas jivaro
Arcas jivaro är en fjärilsart som beskrevs av Nicolay 1971. Arcas jivaro ingår i släktet Arcas och familjen juvelvingar. Inga underarter finns listade i Catalogue of Life.